# Alfred Jefferis Turner
Alfred Jefferis Turner (Guangzhou 3 oktober 1861 –  29 december 1947 Brisbane) was een Australische kinderarts en een bekende amateur-entomoloog.

## Medische carrière
Jefferis Turner studeerde geneeskunde aan het University College London en studeerde cum laude af. Hij emigreerde in 1888 naar Australië en het jaar daarop werd hij directeur van een kinderziekenhuis, het Royal Children’s Hospital in Brisbane en daarna van een ziekenhuis voor ongeneeslijk zieken.
Zijn klinisch onderzoek en invloed hielpen het aantal sterfgevallen onder kinderen in Queensland te verminderen. Hij leverde bijdragen op het gebied van onder andere difterie-antistoffen, loodvergiftiging en de oprichting van prenatale klinieken in Queensland. Verder speelde hij een centrale rol bij de bestrijding van de builenpestepidemie van 1900 en bij het verplicht stellen van de melding van tuberculose in 1904. In 1936 trok hij zich terug uit de medische wereld en richtte hij al zijn aandacht op zijn hobby, de Australische vlinders.

## Entomologische activiteiten
Jefferis Turner was een specialist in Australische vlinders. Tussen 1894 en 1947 publiceerde hij 116 wetenschappelijke artikelen over entomologische onderwerpen. Hij beschreef talloze nieuwe soorten nachtvlinders voor de wetenschap. Daarbij waren ook nieuwe geslachten en één nieuwe familie. De meeste publicaties verschenen voornamelijk in de Proceedings of the Linnean Society of Queensland en in de Transactions of the Royal Society of South Australia. Zijn werk is van groot belang geweest voor de kennis over de Australische vlinders. Hij liet een verzameling van meer dan 50.000 nachtvlinders na aan de Council for Scientific and Industrial Research in Canberra.
- Australian Dictionary of Biography: turner-alfred-jefferis-8883
- International Standard Name Identifier: 0000 0000 3972 8008
- Library of Congress Control Number: n92017622
- Museum of New Zealand Te Papa Tongarewa: 69051
- Trove: 1467706
- Virtual International Authority File: 1660443
- WorldCat: E39PBJbWrMgpyYHkxxKyPycwYP